# Национални парк Закоума
Национални парк Закоума је национални парк у југоисточном делу Чада, Саламат региону и површине је 3.000 km². Закоума је најстарији национални парк у држави, успостављен 1963. године председничким декретом, дајући му највиши облик заштите према националним законима. Са њим управља непрофина организација за заштиту афричких паркова од 2010. године, у партнерству са Владом Чада.

## Флора и фауна
Закоума је део суданско—сахеланског вегетационог подручја на којима се налазе жбуња, високе траве и шуме акације. Биљне врсте које настањују парк укључују врсте Combretaceae и Vachellia seya.
У Закоуми пописане су разне врсте великих сисара као што су антилопа, афрички биво, афрички слон, жирафе (укључујући једне од највећих популација кардофанских жирафа у земљи), хартбист, афрички леопард и афрички лав.
Године 2016. британски лист The Independent написао је да је у последњих неколико година дошло до повећања популације бивола, жирафа и лавова. Јужноафрички Тајмс известио је да у парку постоји присуство хиљада бивола, више од 13 лавова и непознати број леопарда, као и план за поновно успостављање врсте црног носорога.
Постојала је студија о малим копненим сисарима Националног парка Закоуме, објављена 2004. године. Глодари у парку укључују врсте као што су Arvicanthis niloticus, Taterillus congicus, Mastomys erythroleucus, Lemniscomys zebra, Acomys johannis, Acomys johannis, Mus mattheyi, Xerus erythropus и врсту Mastomys kollmannspergeri. Све ровчице пописане у парку припадају врсти Suncus.
Птице пописане у парку укључују нојеве, ждралове, орлове, Ardea alba modesta, чапље, пеликане и роде. Специфичне врсте укључују Bucorvus abyssinicus, Lybius rolleti, Merops nubicus и Quelea quelea.

### Слонови
Популација слонова у парку доживела је велики пад током 2000-их година иако су процене варирале. Према часопису Национална географија и Теч Тајмсу, на простору Националног парка Закоума живело је више од 4.000 слонова 2002. године, а 2005. мање од 900, док је 2010. године било између 400—450 слонова настањених у овом парку. Кина Дејли извештала је да је између 3020 и 3835 слонова било у парку између 2005 и 2006 године, а Хиндустан Тајмс да је на простору парка почетком 2006. године било 3500 слонова. Британски The Independent издао је извештај 2010. године о томе да је 4000 слонова настањивало Закоуму 2006. године.
 Си-Ен-Ен, Њујорк тајмс и Тајмс извештавали су о 4300—4500 слонова у парку током 2002. године и око 450 слонова у парку од краја 2012. до априла 2015. године.
Слонови Закоуме су пописивани 2014. године у склопу пописа слонова у Африци. Након великих залагања непрофитне организација Афрички паркови 2010. године, број слонова у парку престао је да опада, а стада су касније почела поново да се шире дуж парка. По попису из фебруара 2017. године у парку је настањено више од 500 слонова, што вероватно представља највеће јединствено стадо слонова на свету.
Више до 100 слонова у Закоуми убијени су 2006. године. Седам слонова убијено је 2007. године, што указује на смањење убијања слонова, због напора за заштиту Закоуме. Ипак, почетком 2010. године од стране суданских ловаца у парку је убијено 60 слонова, непосредно пре почетка преузимања вођења парка од стране Афричких паркова. Године 2015. Си-Ен-Ен известио је да у парку од 2011. године није било убијања слонова, као ни наредних пет година. У периоду између 2010—2013 није било рађања слонова, али рођено их је око 50 између 2014—2015. године, а још 70, 2016. године. Према листу The Independent, рођена су 23 слона 2013. године и још 20 њих 2015. године. Си-Ен-Ен је извештавао априлу 2015. године, да је више од 40 слонова рођено 2013. године. Према наводима Афричких паркова између 2016. и фебруара 2017. године, није било лова на слонове.

## Црни носорог
Последњи црни носорог на простору парка виђен је 1972. године. У периоду од 2015—2016, непрофитна организација Афрички паркови развила је план о поновном насељавању Националног парка Закоума са црним носорогом.
Након потписивања меморандума о разумевању између влада Чада и Јужне Африке 2017. године, од стране Министарства за животну средину, у Закоуму је допремљено шест црних носорога у складу са уговором о њиховом надгледању.

## Историја
Национални парк Закоума најстарији је национални парк у Чаду, основан 1963. године. Животињски свет у парку угрожавала је трговина слоновима, лов и риболов. Напад на парк десио се 2007. године, када су побуњеници убили 3 чувара парка и више слонова, због 1,5 тона слоноваче. Влада Чада почела је да ради са Афричким парковима 2010. године, како би помогла у управљању и заштити парка, њеног дивљег света а нарочито у заштити слонова. Стратегија за борбу против лова у парку укључује 60 опремљених чувара са глобалним позиционим системима за праћење, опрему за комуникацију и употребу возила. Европска унија уручила је 6,9 милиона евра 2011. године у систем зашитите овог парка. Напори за заштиту проширили су се и ван граница парка. Ловци су у више наврата нападали национални парк од 2010. године и убили неколико чувара.
 Због учесталих напада у парку су изграђене базе, набављен још један авион и оформљен тим за хитне интервенције назван Мамба. До 1998. године 23 чувара су погинула штитећи парк, укључујући још 7 2007, 4 између 2008 и 2010. и 6 чувара 2012. године.
Народи Чада прославили су педесетогодишњицу парка у фебруару 2014. године. Одржана је церемонија у част обележавања, а присуствовао јој је и председник Чада, Идрис Деби.
Афрички паркови који су руководили Националним парко Закоума заслужни су за смањење лова и риболова, сече шуме као и за повећање популације слонова.
Године 2016. у камповима у парку било је више од 5000 локалних становника. Наредних година отворено је више туристичких кампова и тиме повећан капацитет за пријем туриста.